# Julio Rubén Cao
Julio Rubén Cao (Ramos Mejía, provincia de Buenos Aires, 18 de enero de 1961-Puerto Argentino, islas Malvinas, 10 de junio de 1982) fue un maestro de escuela  y soldado conscripto del Ejército Argentino que murió en combate en la Guerra de las Malvinas de 1982. Se ha distinguido por ser el único docente caído en el conflicto bélico, al que concurrió voluntariamente; y ha dejado un legado de rectitud y entrega por su querido país.

## Biografía
Julio Rubén Cao fue el segundo hijo del matrimonio formado por Julio Cao y Delmira Esther Hasenclever. Cursó estudios primarios en la escuela parroquial "Cervantes" y secundarios en la escuela normal "Doctor Mariano Etchegaray" de Ciudad Evita. Se recibió de bachiller docente, cursando luego estudios de profesorado de literatura en la escuela "Pedro Elizalde" y de magisterio en la citada escuela "Dr. M. Etchegaray". Durante su carrera se enamoró de la maestra Clara Barrios, con la que contrajo matrimonio.
Ejerció la docencia en las escuelas N.º 95, 96 y 32 de La Matanza  y en el año 1981 cumplió el servicio militar obligatorio en el Regimiento de Infantería Mecanizado 3 «General Manuel Belgrano» de La Tablada, provincia de Buenos Aires.
Terminado el servicio militar obligatorio, volvió a ejercer la docencia en la Escuela N° 32 de Gregorio de Laferrere y estaba esperando un hijo con su esposa Clara; hasta que, con motivo de la recuperación de las Malvinas, se presentó como voluntario el 12 de abril de 1982, y fue destinado con su unidad a Puerto Argentino.
Cuando debió comunicarle a su familia la decisión de ir a las Islas Malvinas; afirmó: “Como maestro y como ser humano, con valores, no puedo dejar de ir. ¿Cómo me siento después detrás de un escritorio si ahora me escondo debajo de la cama?", le dijo antes de partir a su madre, Delmira.
El soldado Cao nunca más volvió a enseñar en su escuela de Laferrere. Entregó su vida el 14 de junio de 1982 de manera abrupta, al recibir un proyectil durante la combate de Monte Longdon. Lamentablemente no pudo conocer a su hija primogénita, que nació el 28 de agosto de ese mismo año, poco más de dos meses después de finalizado el conflicto bélico, siendo bautizada Julia María en honor de su padre.

## Identificación de sus restos y lucha de su madre
Hasta el 2018, el cuerpo de Julio Rubén Cao estuvo sepultado en el cementerio de Darwin con una placa que rezaba “Soldado Argentino, sólo conocido por Dios”; pero el 4 de junio de ese año se convirtió en el 92° héroe en ser identificado, en el marco del Plan Humanitario llevado a cabo por el Equipo Argentino de Antropología Forense.
Su madre, Delmira Hasenclever de Cao, fue una de las tantas mujeres argentinas que, impulsadas por sus hijos combatientes, lucharon a lo largo de los años de la posguerra contra el olvido y la desmalvinización, honrando la vida de los que cayeron en defensa de la soberanía nacional. Su fallecimiento causó gran dolor en la sociedad argentina.

## Legado
Antes de caer en combate, el 24 de abril Julio Cao escribió una carta a sus alumnos de la Escuela N°32, que actualmente lleva su nombre. La misma ha tenido una amplia repercusión y ha sido reproducida innumerables veces en los más diversos ámbitos. 
La parte de su carta que está dedicada a sus alumnos, dice:

A mis queridos alumnos de 3ro D:

No hemos tenido tiempo para despedirnos y eso me ha tenido preocupado muchas noches aquí en Malvinas, donde me encuentro cumpliendo mi labor de soldado: Defender la Bandera. Espero que ustedes no se preocupen mucho por mí porque muy pronto vamos a estar juntos nuevamente y vamos a cerrar los ojos y nos vamos a subir a nuestro inmenso Cóndor y le vamos a decir que nos lleve a todos al país de los cuentos que como ustedes saben queda muy cerca de las Malvinas.

Y ahora como el maestro conoce muy bien las islas no nos vamos a perder. Chicos, quiero que sepan que a las noches cuando me acuesto cierro los ojos y veo cada una de sus caritas riendo y jugando; cuando me duermo sueño que estoy con ustedes. Quiero que se pongan muy contentos porque su maestro es un soldado que los quiere y los extraña. Ahora sólo le pido a Dios volver pronto con ustedes. Muchos cariños de su maestro que nunca se olvida de ustedes. Afectuosamente, Julio.

La periodista Ana Breccia ha dicho sobre Julio Rubén Cao:

Parte del himno a Sarmiento podría describir la historia del maestro y héroe de Malvinas Julio Rubén Cao: "Por ver grande la Patria tú luchaste, con la espada, con la pluma y la palabra".

## Condecoraciones y homenajes
- Julio Rubén Cao fue condecorado con la Medalla al Muerto en Combate[8] por el decreto nacional 577/83 sancionado el 15 de marzo de 1983, y fue declarado "héroe nacional" por la ley 24.950 promulgada el 3 de abril de 1998, y modificada por la ley 25.424 promulgada el 10 de mayo de 2001,[9] junto con otros combatientes argentinos fallecidos en la guerra de las Malvinas.

- El escritor Rodolfo C. Pini ha publicado en su honor el libro "Julio Rubén Cao. El maestro que defendió Malvinas", que está dirigido al público infantil.[10]

- Su nombre se encuentra inscripto en una de las 25 placas de mármol negro del Monumento a los caídos en Malvinas, de la Plaza Gral. San Martín de Buenos Aires, al igual que los del resto de los argentinos caídos en combate durante el conflicto de 1982.

- La Escuela de Comercio N.º 22 del Distrito Escolar N.º 6, sita en Constitución 4.154, de la Ciudad Autónoma de Buenos Aires lleva el nombre de "Julio Cao, Héroe de Malvinas"  desde 2022, en virtud de la ley 6.560.[11]

- La Escuela EGB N° 32 de Gregorio de Laferrere, ubicada en Salvigny 7849-7899 de esa ciudad del partido de La Matanza, ha sido denominada Julio Rubén Cao, en honor a quien fuera uno de sus más destacados maestros.

- La Escuela Primaria N° 6.341, sita en Avenida Blas Parera 8.785 de la ciudad  de Santa Fe, tiene su nombre desde 2020.[12]